# Glas Goggo

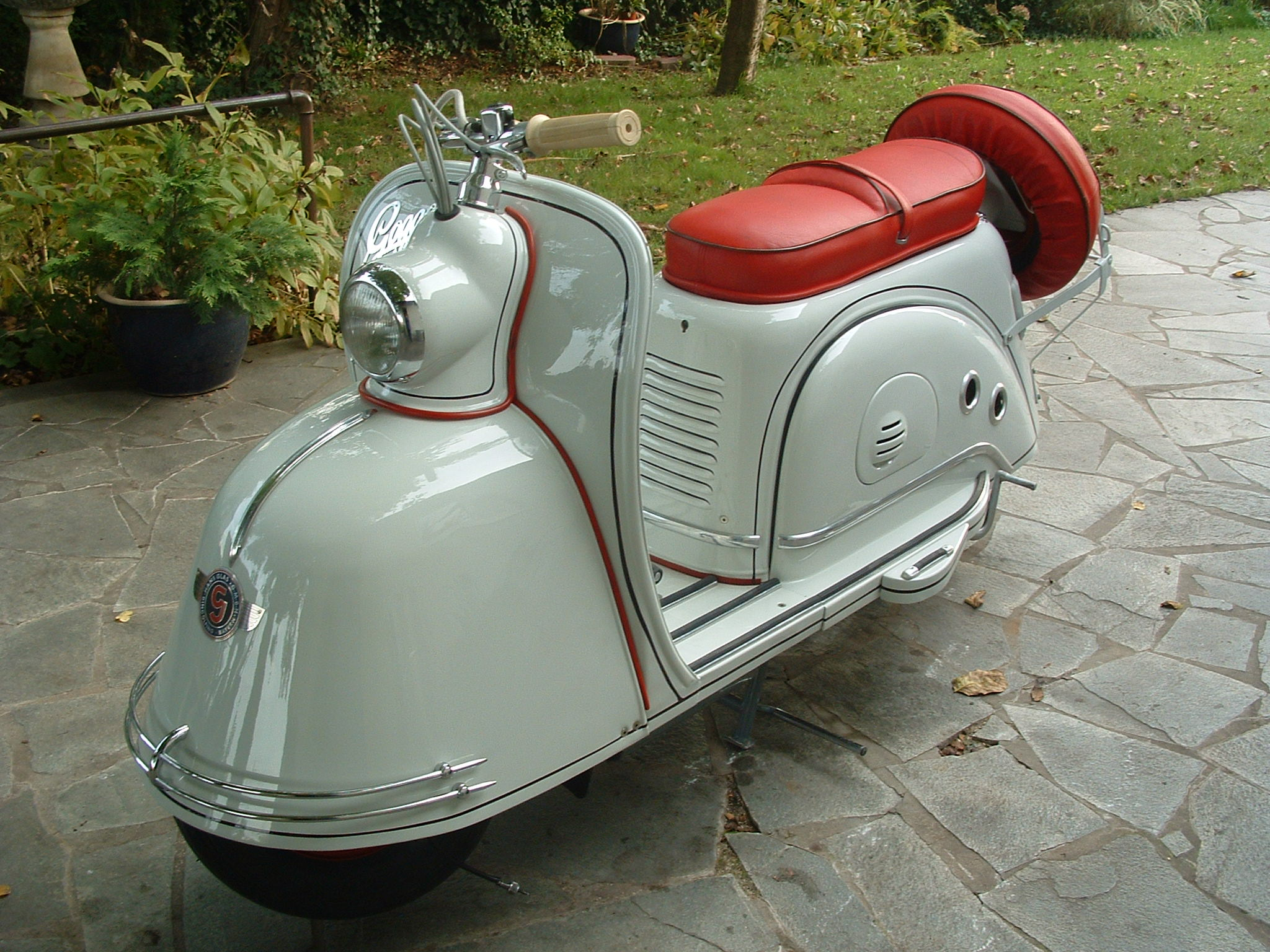
Glas Goggo-Roller mit ILO M200V Motor (197 cm³) Ausführung ohne Anlasser mit altem Armaturenbrett

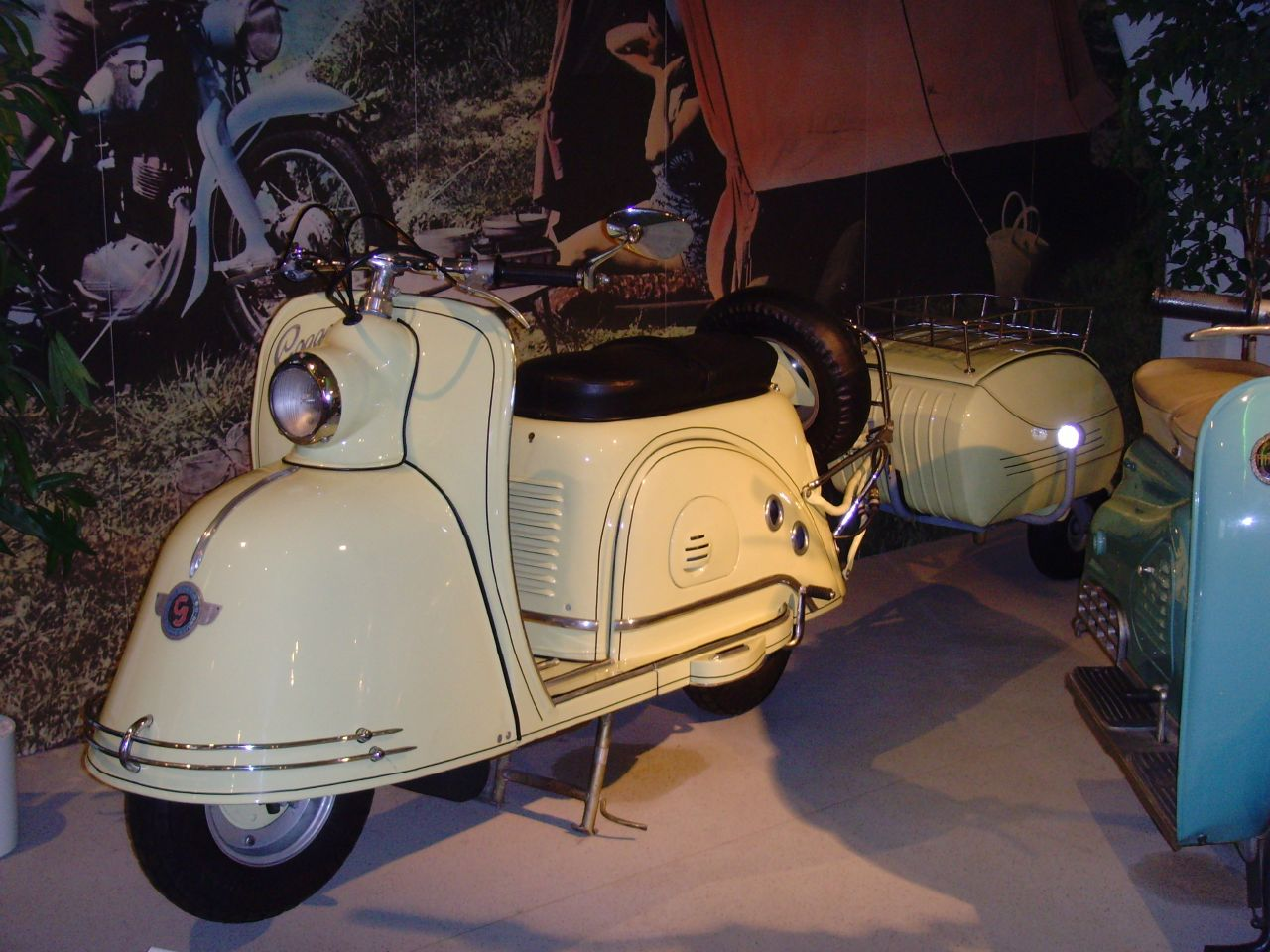
Glas Goggo-Roller mit 200 cm³ und passendem Anhänger von 1953 im Deutschen Zweirad- und NSU-Museum in Neckarsulm

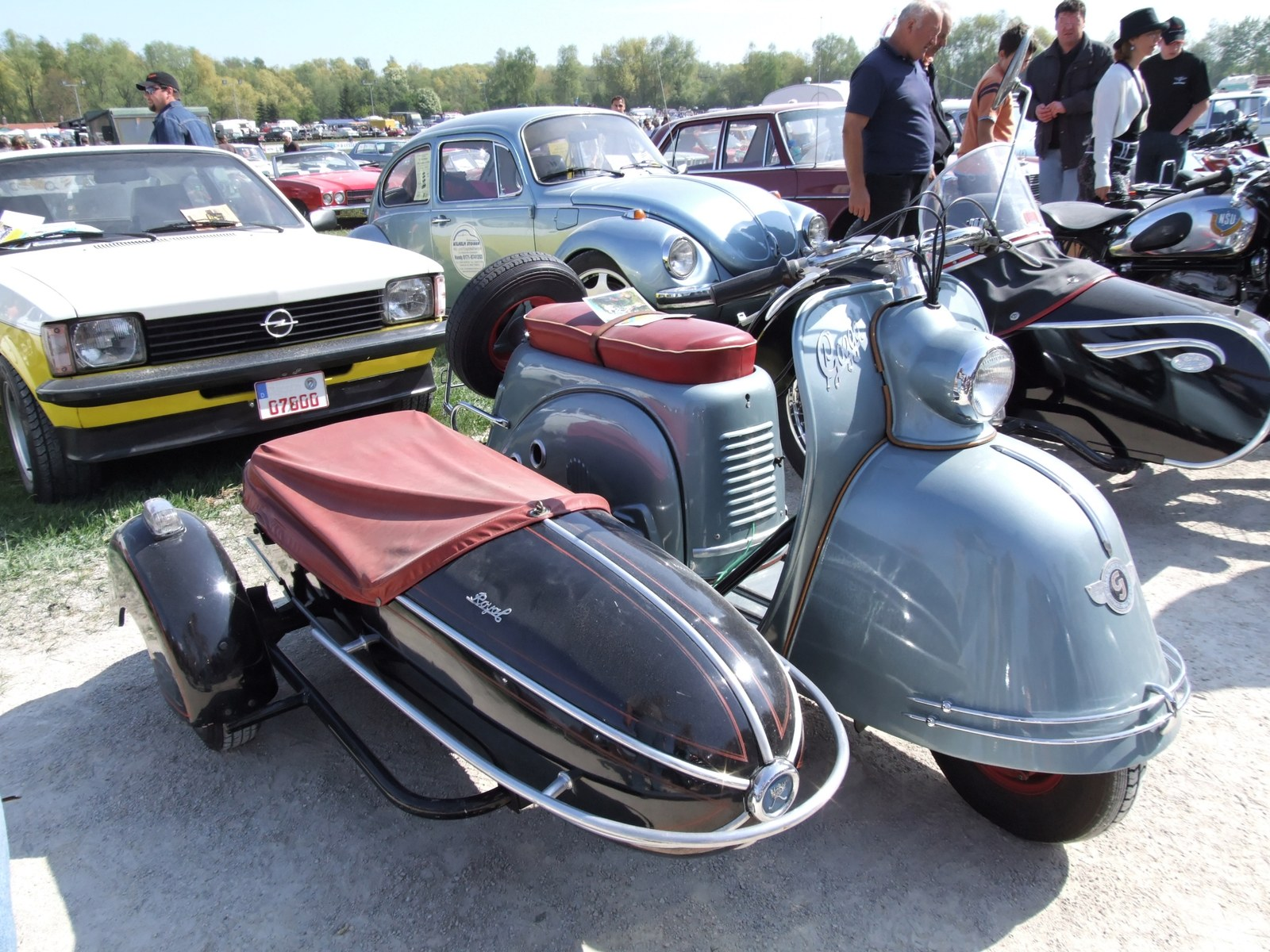
Glas Goggo-Roller mit Seitenwagen

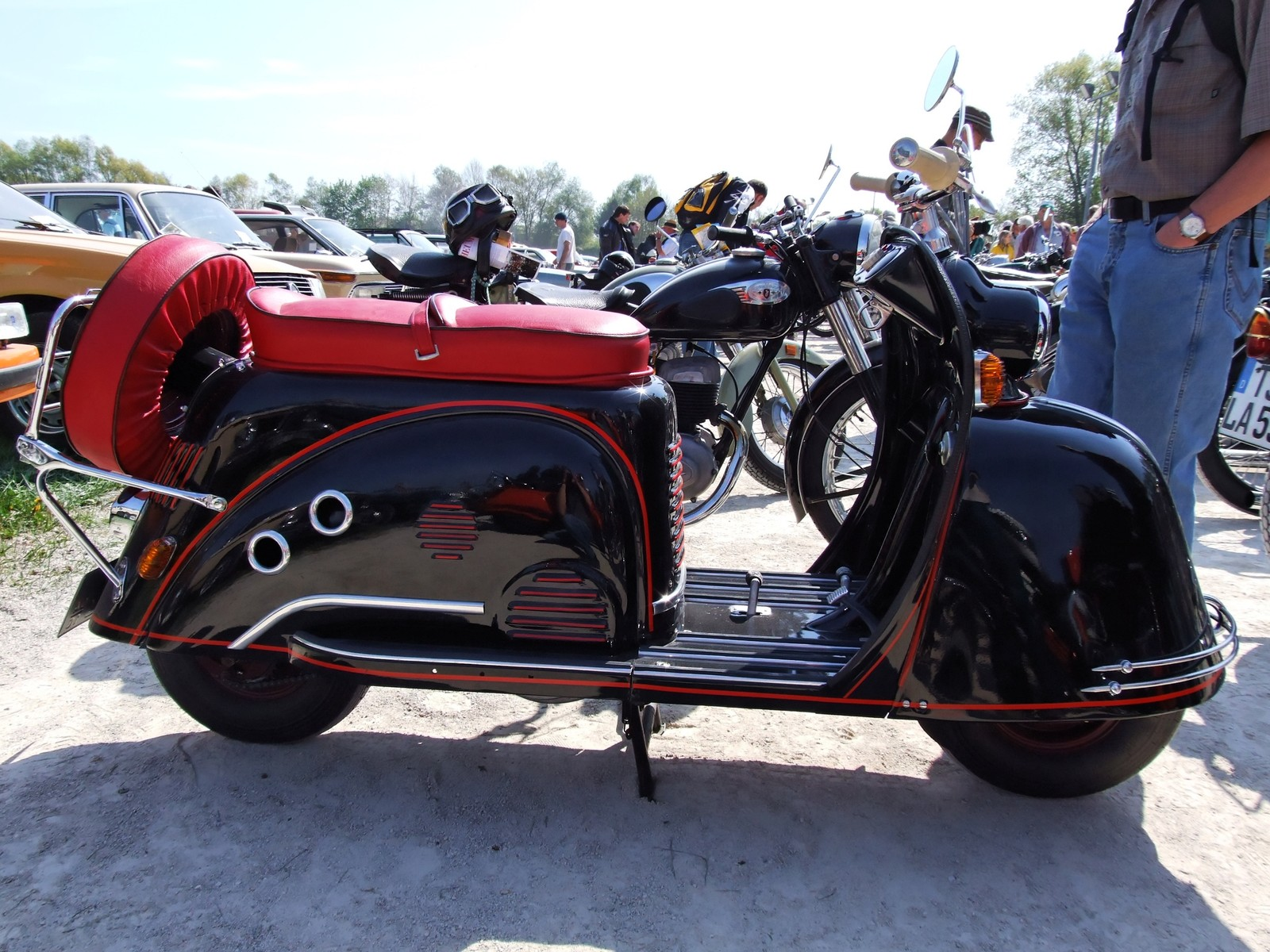
Glas Goggo-Roller von der Seite

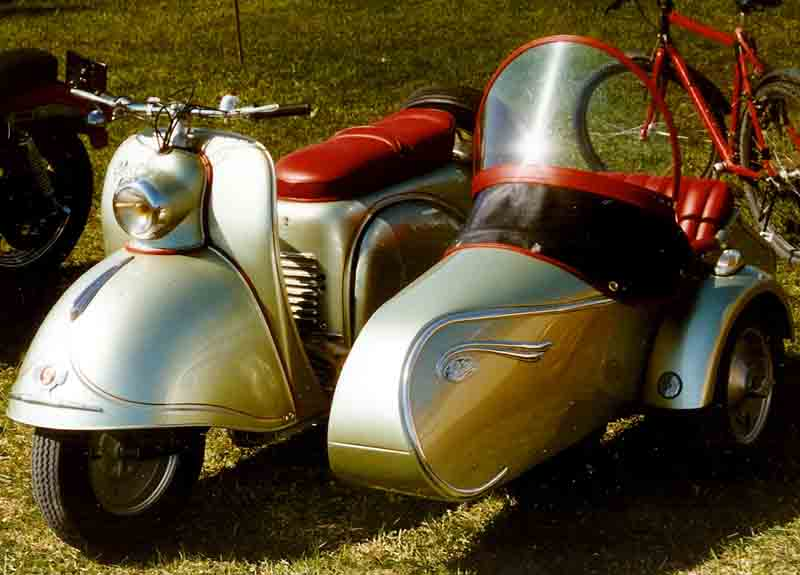
Glas Goggo-Roller in der letzten Ausführung mit schrägem Vorderkotflügel und Seitenwagen

Der Glas Goggo oder Goggo-Motorroller ist ein Motorroller der Hans Glas GmbH aus Dingolfing in Niederbayern (seit 1966 Teil von BMW), der in drei Hauptserien und einer Lastenroller-Variante von 1951 bis 1957 gebaut wurde. Im Export war er als Glas Isaria bekannt.

## Geschichte

### Vorgeschichte
Die im Jahr 1883 in Pilsting als Landmaschinenfabrik Glas gegründete spätere Hans Glas GmbH galt in Niederbayern als erfolgreiches Familienunternehmen. Eine rückläufige Nachfrage nach Landmaschinen in den späten 1940er-Jahren veranlasste das zu dieser Zeit von Hans Glas geleitete Unternehmen jedoch, sich  zum Bau von Kraftfahrzeugen hin neu zu orientieren.

### Entwicklung
Der Siegeszug der Vespa-Motorroller von Piaggio in Italien ließ auch im Nachkriegsdeutschland einen Bedarf an diesen leichten und praktischen sowie preisgünstigen Kraftfahrzeugen erwarten. Die Idee, einen eigenen Motorroller zu bauen, entstand im Jahr 1949, als Juniorchef Andreas Glas eine Landmaschinenausstellung in Verona besuchte. Er begeisterte sich für das damals neuartige Gefährt, fuhr eine Vespa zur Probe und nahm eine mit nach Bayern. Unter seiner Leitung begann 1950 die Entwicklung eines eigenen Motorrollers, der die Nachteile der Vespa, zum Beispiel beim Fahrverhalten, vermeiden und bequemer sein sollte. Allerdings befürchtete der Seniorchef Hans Glas zunächst, dass Entwicklung und Bau von Motorrollern das eigene Unternehmen überfordern könnten, aber die drei heimlich in Handarbeit entstandenen Prototypen (zwei mit ILO- und einer mit Sachs-Motor) überzeugten ihn zum Jahresbeginn 1951, woraufhin er die Herstellung erlaubte.

### Serienbau
Schon im Juli 1951 ging der neue Goggo Volksmotorroller mit einem 123-cm³-Einzylinder-Zweitaktmotor der ILO-Motorenwerke in Serie. Benannt war der Roller nach einem Enkel von Hans Glas mit dem Kosenamen „Gogg“, woraus die Modellbezeichnung „Goggo“ wurde. Allerdings waren Produktionsrate und Ausstoß in der Anfangszeit noch gering, da es in dem kleinen Betrieb noch keine Fließbandfertigung gab und die Roller weitgehend in Handarbeit entstanden.
Ab 1952 war der Goggo auch mit 148-cm³- und 197-cm³-ILO-Motor als Solo-Roller und mit Seitenwagen sowie ab 1953 als dreirädriger Lastenroller (Nutzlast 250 kg) mit verschiedenen Aufbauten zu haben. Der Goggo mit dem 200-cm³-Motor hatte eine Leistung von ca. 10 PS sowie ein Vierganggetriebe und war ca. 90 km/h schnell. Um 1952, mehr oder weniger gleichzeitig mit dem großen 200-cm³-Modell, erschien auf dem Markt zudem ein kleiner, im Stil zum Roller passender Anhänger, der jedoch wie manch anderes für diese Roller hergestellte Zubehör, ebenso wie auch die zum Teil nur 40 kg schweren Seitenwagen, recht selten blieb. Im Jahr 1953 erschienen erstmals die neuen Versionen mit elektrischem Anlasser, was die Verkaufszahlen weiter steigerte. Auch im Export war der Goggo-Motorroller erfolgreich. Zeitweise gingen bis zu 20 % der Produktion unter der (in Deutschland selbst markenrechtlich vergebenen) Bezeichnung Isaria ins europäische Ausland, unter anderem auch nach Italien.
Das Jahr 1955 brachte eine komplette Überarbeitung der Rollerkarosserie und auch technische Neuerungen. Die neuen Modelle ließen sich leicht an einem neuen, runden Vorderkotflügel erkennen. Eine neue Vorderrad- und Hinterradaufhängung mit zusätzlichen hydraulischen Stoßdämpfern verbesserte Fahrverhalten und Fahrkomfort.
Im Jahr 1956 sollte die Herstellung des Goggo trotz des großen Erfolgs eingestellt werden. Die 200er-Version hatte dabei einen Produktionsanteil von 85 %. Doch der Vertrag mit den ILO-Motorenwerken aus Pinneberg, die auf der vereinbarten Abnahme der Motoren bestanden, und die weiterhin bestehende Nachfrage von Händlern und Kunden waren der Grund dafür, eine letzte Auflage des Rollers unter der Zusatzbezeichnung T57 auf den Markt zu bringen.
Im Jahr 1957 stellte Glas den Bau von Motorrollern nach genau 46.666 Exemplaren aller Versionen einschließlich der dreirädrigen Lastenroller (nur etwa 450 Stück) ein, nachdem die wirtschaftliche Grundlage für den Autobau gefestigt war und der Zweiradboom der Nachkriegszeit zu Ende ging.
Der Goggo-Motorroller war auch Namensgeber für das 1954 vorgestellte und 1955 in Serie gegangene vierrädrige Goggomobil, das erste Auto der Marke Glas, das ebenfalls im In- und Ausland ein Erfolg wurde.

## Technik
Der Goggo-Motorroller hat einen gebläsegekühlten 1-Zylinder-Zweitaktmotor von ILO mit wahlweise 123 cm³, 148 cm³ oder 197 cm³ Hubraum, der fest in den Rahmen eingebaut ist. Goggo 125 und 150 wie auch der Lastenroller haben ein Dreiganggetriebe (Lastenroller mit Rückwärtsgang), der Goggo 200 ein Vierganggetriebe. Geschaltet wird mit einer Fußwippe. Die Roller haben Kettenantrieb, der Lastenroller Kardanantrieb.
Im Bereich des freien Durchstiegs haben die Goggo-Motorroller einen Einrohrrahmen, der sich unterhalb der Sitzbank in einen Doppelrohrrahmen mit geringerem Rohrdurchmesser teilt. Das Vorderrad hängt bei dem Modell Goggo 125 an einer Teleskopgabel und bei den stärkeren Goggo 150 bzw. 200 sowie beim Lastenroller an einer geschobenen Schwinge mit zwei Schraubenzugfedern und zwei Teleskopstoßdämpfern. Das Hinterrad ist in einer Schwinge mit zwei Schraubendruckfedern und ebenfalls zwei Stoßdämpfern gelagert. Beim Lastenroller ist es hinten eine Pendelachse. Unter der Sitzbank ist außer beim Lastenroller vorn ein Gepäckkasten und dahinter ein 12 Liter fassender Tank eingebaut. Die Räder sind untereinander austauschbar. Alle mechanischen Teile werden von der Verkleidung umschlossen, abnehmbare Deckel links und rechts machen sie zugänglich. Links gibt es außerdem eine Klappe für den Zugriff zum Vergaser.
Zur Standardausstattung des Rollers gehören eine Instrumententafel mit beleuchtetem Tachometer, Lenkschloss, Werkzeug und Reserverad. Der Goggo 200 Luxus hat zusätzlich unter anderem verchromte Stoßstangen, Innenbeleuchtung des Motorraums, Ferntupfer und Leerlaufanzeige. Außerdem waren für den 200 Luxus ein elektrischer Anlasser statt Kickstarter, Rückspiegel, Windschutz und Zeituhr lieferbar.
Die Originalfarben der Roller sind Beige, Neutralgrau, Hellblau, Blaugrün mit Metalleffekt und Schwarz. Der Lastenroller wurde in Beige und Hellblau geliefert.

## Situation heute
Der Goggo-Motorroller ist heute selten geworden und bei weitem nicht mehr so bekannt wie die klassischen italienischen Roller Vespa oder Lambretta. Er ist aber als Urahn aller späteren Glas-Fahrzeuge ein beliebtes Sammlerfahrzeug.

## Versionen

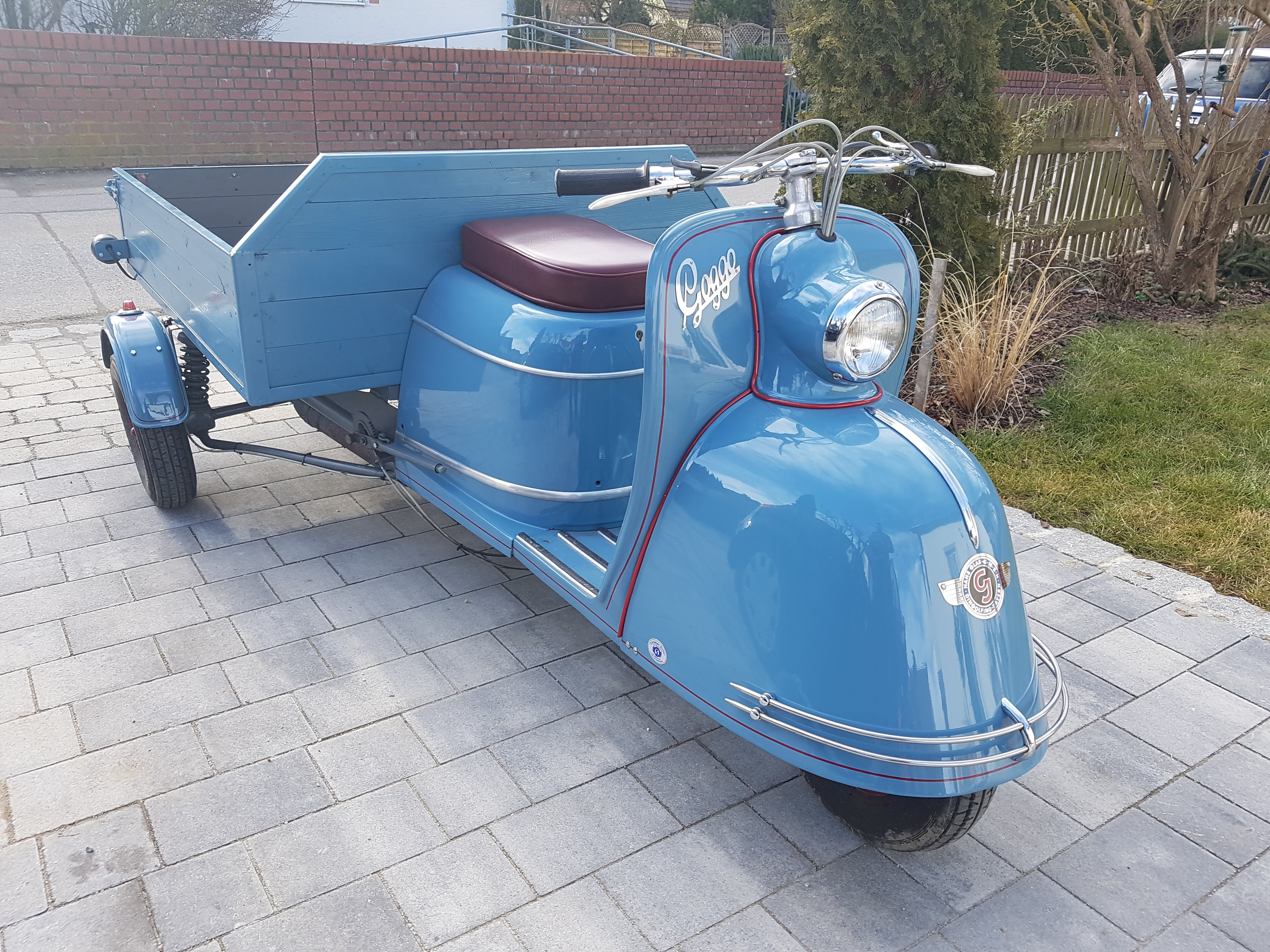
GLAS Goggo Lastenroller, Motor ILO M200V3R mit 12 Volt SIBA-Dynastartanlage

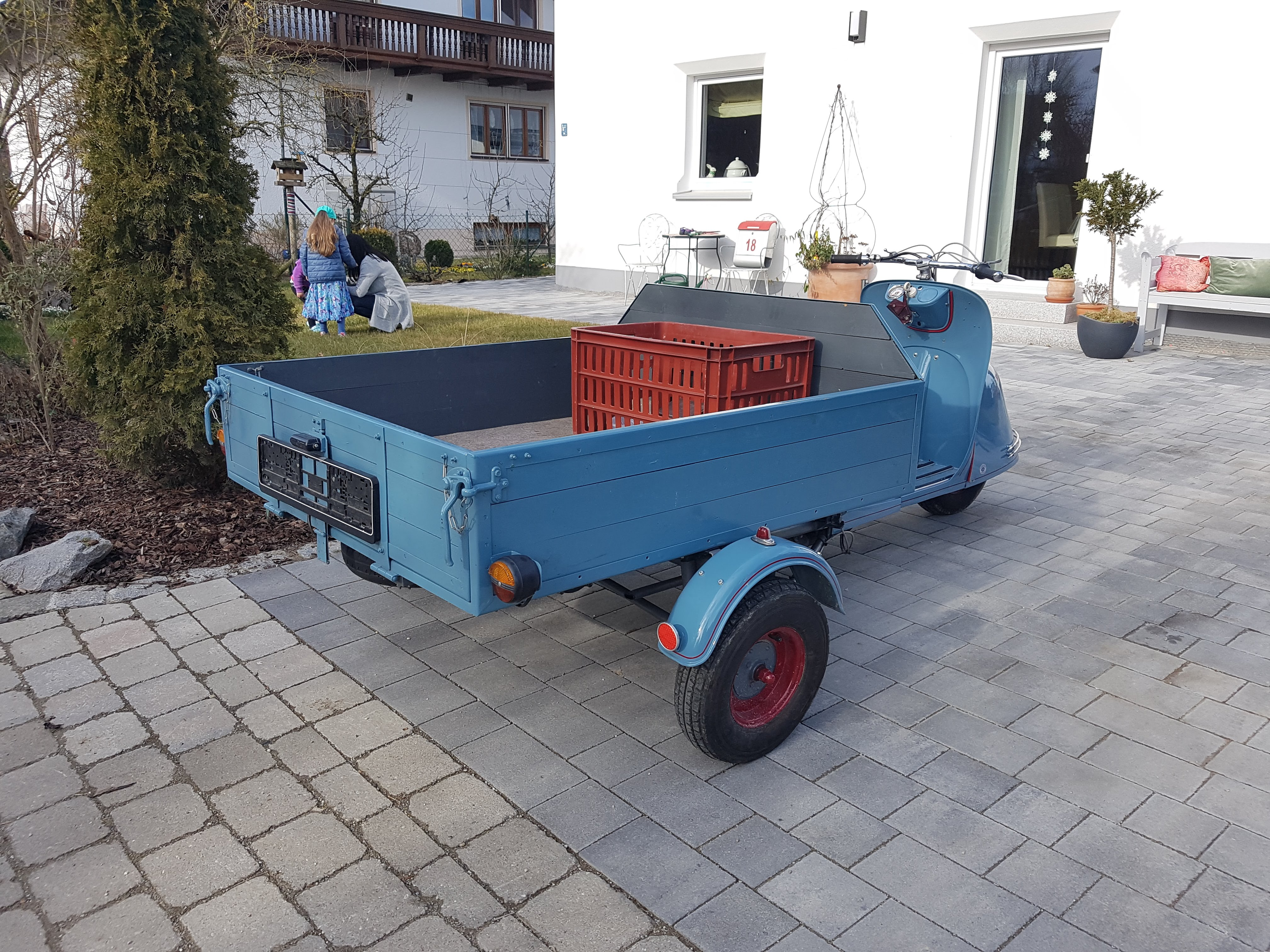
GLAS Goggo Lastenroller Ansicht schräg von hinten

Die drei Hubraum-Grundvarianten und der Lastenroller lassen sich wie folgt aufschlüsseln:
- Goggo 98 (nie gebaut)
- Goggo 125 (07/1951 bis 10/1953)
- Goggo 150 (04/1952 bis 10/1953)
- Goggo 200 (03/1953 bis 10/1953)
- Goggo 125/2 (10/1953 bis 08/1954)
- Goggo 150/2 (10/1953 bis 08/1954)
- Goggo 200/2 T54 (10/1953 bis 08/1954)
- Goggo Lastenroller (12/1953 bis 08/1954 – nur 485 Exemplare)
- Goggo 125 T55 (08/1954 bis 09/1956)
- Goggo 150 T55 (08/1954 bis 09/1956)
- Goggo 200 T55 (08/1954 bis 09/1956 – letzte 400 Exemplare als T57 noch bis 06/1957)

## Kopien und Derivate
In der ehemaligen Sowjetunion erschien im Jahr 1957, also mit Produktionsende des originalen Goggo-Motorrollers, eine 1:1-Kopie dieses Modells unter dem Namen Tula 200. Obwohl das vom Mischkonzern in Tula hergestellte Fahrzeug dem Original ab der 1955er-Serie äußerlich in jedem Detail glich und trotz des extrem niedrigen Preises konnte sich dieses in Westeuropa vor allem in den Benelux-Staaten angebotene Roller-Plagiat wegen der mangelhaften Qualität nicht durchsetzen.